# بنیتوئیت
بنی توئیت  (به انگلیسی: Benitoite) با فرمول شیمیایی BaTi[Si3O9] از مجموعه کانی هاست و دارای لومینسانس آبی در امواج کوتاه است ا زنام محل اکتشاف آن San Benito در کالیفرنیا گرفته شده‌است در HF محلول است - ذوب شده و یک شیشه شفاف می‌دهد. BaO:۳۷٫۰۹٪ SiO۲:۴۳٫۵۹٪ TiO۲:۱۹٫۳۲٪ برای اولین بار در آمریکا(سان بنیتو) کشف شد و از نظر شکل بلور: بی پیرامیدال، رنگ: بی رنگ - آبی - خاکستری آبی، شفافیت: غیر شفاف، شکستگی: صدفی، جلا: شیشه ای، رخ: ناکامل - مطابق با، سیستم تبلور: تری کلینیک و در رده‌بندی سیلیکات است و منشأ تشکیل آن رگه‌های باتاترون - سرپانتینیت است.
همایند کانی‌شناسی (پارانژ) آن - آناتاز- ناترولیت- نپتونیت است
، از نظر ژیزمان بلوری - دانه‌ای کمیاب است و بیشتر در آمریکا (کالیفرنیا) یافت می‌شود.

## نگارخانه

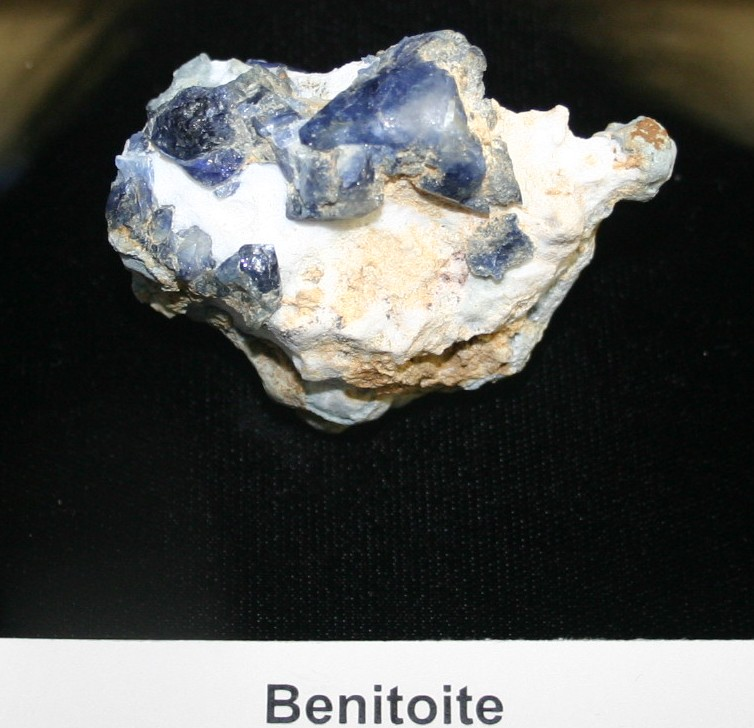
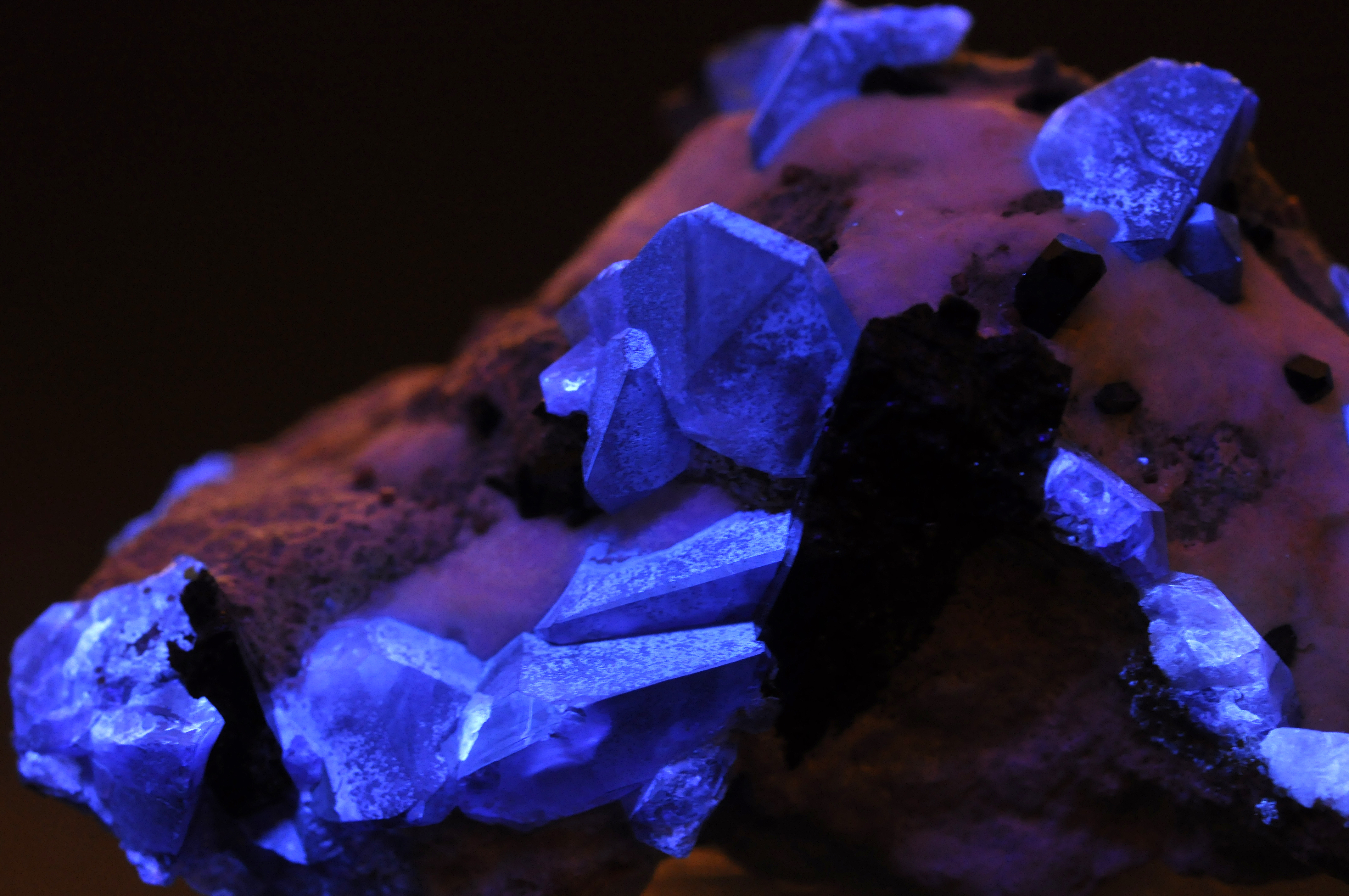